# Illes Cocos
|  | No s'ha de confondre amb les Illes Coco (Myanmar). |

Les Illes Cocos o Illes Keeling són un arxipèlag de l'oceà Índic. El grup és format per dos atols que comprenen 27 illots, els principals dels quals són West i Home, que estan habitades per 600 persones aproximadament. Són una dependència d'Austràlia.

## Geografia
Es tracta d'una àrea emergida de 14,2 km². Les Illes Cocos (Keeling) estan situades al mig de l'oceà Índic, a 2.750 km al nord-oest de Perth, i a 900 km al sud-oest de l'illa de Nadal, el seu veí més proper.
La seva capital és West Island.

### Clima
Les Illes Cocos experimenten dues estacions principals:
L'estació del vent: a partir d'abril/maig fins a setembre/octubre.
Calma: a partir de novembre fins a abril.
Les illes compten amb una precipitació més alta durant juliol. Des de gener fins a agost, pot ser que també generi el sistema ocasional de pressió baixa (generalment entre febrer i abril).

## Economia

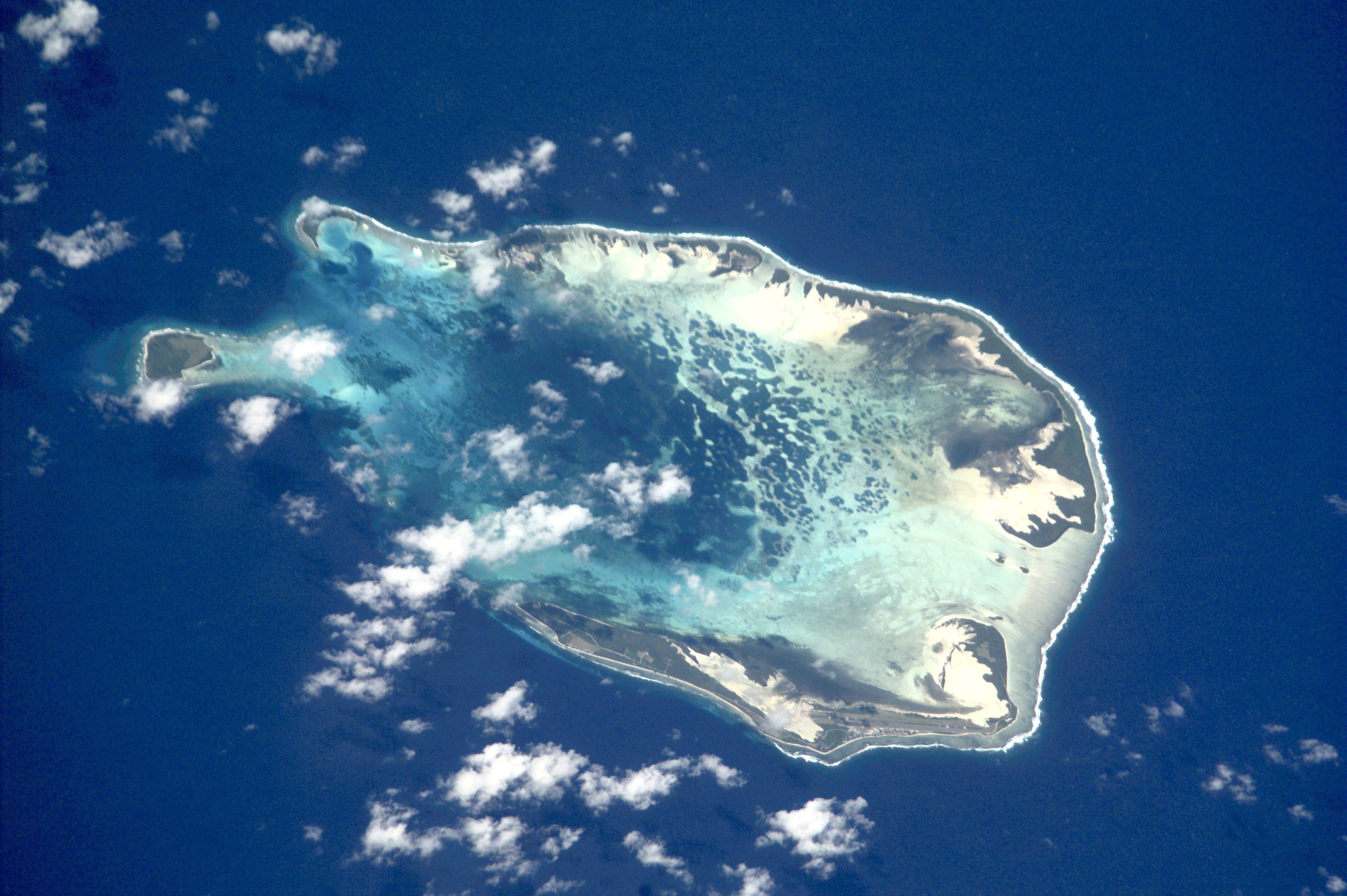
Foto de la NASA del atol més gran o Keeling del Sud

Produeix tradicionalment cocos i oli de copra. Els cocos són el principal cultiu de l'illa. A més a més, existeixen petits horts i alguns pescadors que contribueixen a millorar el subministrament dels aliments, però resulta insuficient i és necessari portar provisions des d'Austràlia. Com a conseqüència, aproximadament un 60% de la població no té una ocupació estable. L'emissió de segells postals, principalment destinats al col·leccionisme filatèlic, és també una important font d'ingressos per a la seva economia.
També cal destacar la importància que ha pres el turisme darrerament, tot i que segueix sent reduït.

## Història
Les illes van ser descobertes el 1609 per l'anglès William Keeling, però no foren declarades possessió britànica fins al 1857.
Foren unides administrativament primer a Sri Lanka (1878-86 i 1942-46) i després a Singapur (1903-42; 1946-55), però varen ser propietat particular de George Clunies-Ross del 1886 al 1903.
El 9 de novembre de 1914 a inicis de la Primera Guerra Mundial, el creuer alemany SMS Emden, idèntic del SMS Dresden, és inutilitzat en aquestes illes pel HMAS Sydney durant l'anomenada batalla de Cocos. Durant la Segona Guerra Mundial entre 1942-44 les illes van ser atacades per Japó.
El 1955 passaren sota l'administració d'Austràlia conservant la família Clunies-Ross certs drets i el títol reial. El referèndum d'abril del 1984 fou favorable a la integració amb Austràlia, que des d'aleshores administra el territori i va pagar una compensació a la família reial. La població és en majoria d'origen malai, degut als treballadors de les plantacions de cocoters d'aquesta procedència que hi van ser portats al segle xix.
Pel desembre del 2001, l'illa West va doblar la seva població al rebre immigrants il·legals —majoritàriament de Sri Lanka. Els operadors turístics van alertar que això podria acabar amb el turisme de les illes.
El diplomàtic Evan Williams fou assignat, a l'octubre de 2003, administrador de Cocos per part del govern australià. Pel gener de 2006, Williams fou substituït per Neil Lucas qui fou, a més a més, administrador de les Illes Christmas.
L'any 2011 les Forces Aèries d'Austràlia van plantejar la necessitat de millorar la defensa aèria d'aquestes illes, en una estratègia per posicionar-se econòmicament i militarment a l'oceà Índic.